# Друкарська форма
Друка́рська фо́рма — скомплектований типографський набір, пластина, циліндр тощо, поверхня яких містить друкуючі та проміжні елементи. 
Призначена для багаторазового одержання друкарських відбитків. Взаємне розташування друкуючих і проміжних елементів визначає спосіб друку.
Залежно від способу друку, виду друкарських машин, характеру матеріалів, що використовуються, розрізняють такі друкарські форми:
- при високому друці — набір, кліше, стереотип;
- при плоскому друці — форма на монометалі (алюміній, цинк), біметалі й поліметалі (наприклад, сталь, мідь, хром);
- на склі — фототипія, на камені — літографія;
- при глибокому друці — мідні або хромовані циліндри.

За характером графічних елементів і виду друкованої продукції виділяють текстові, ілюстраційні та змішані друкарські форми.

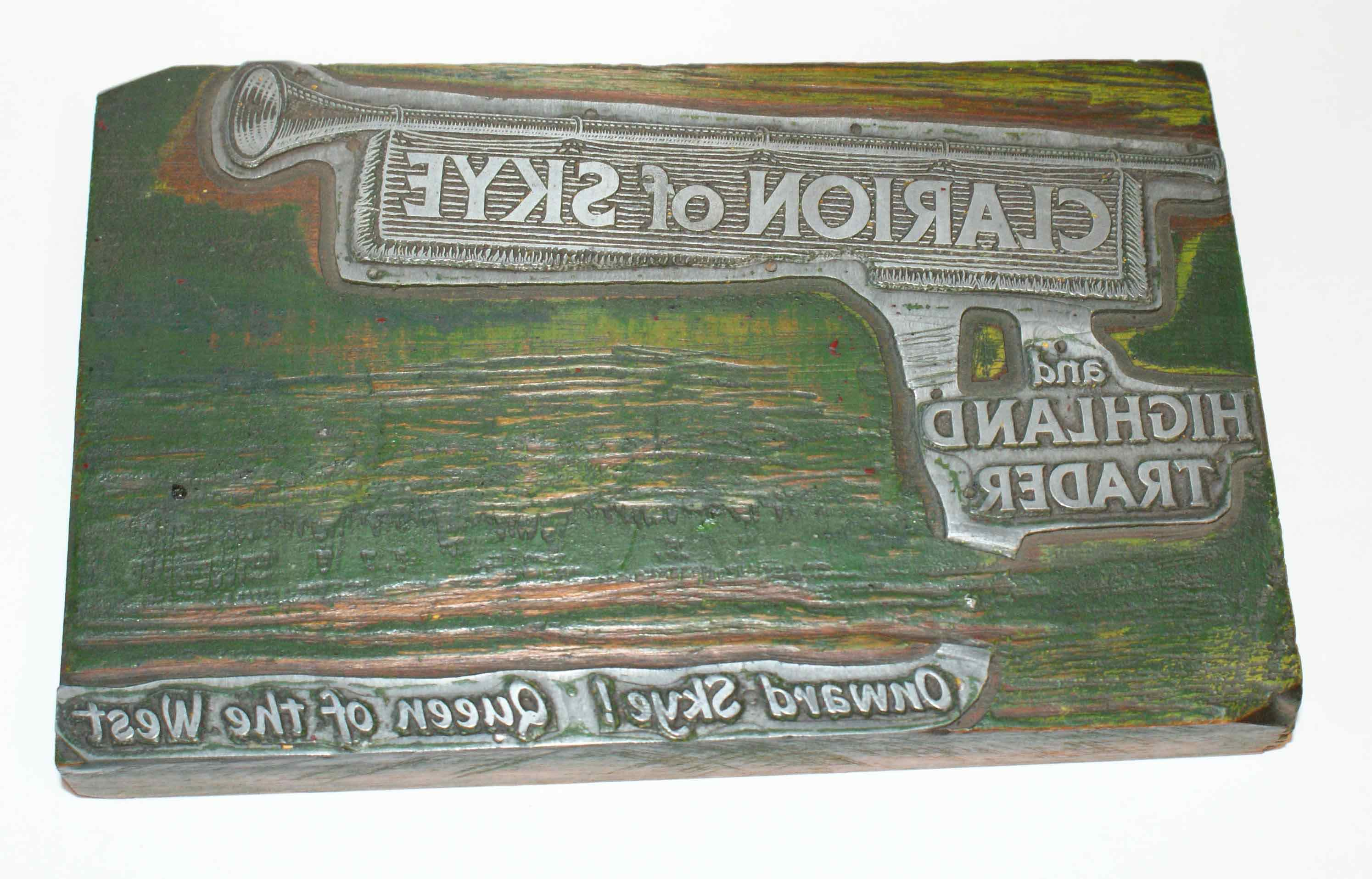
Друкарська форма для титулу газети

## Матеріали
Матеріал друкарської форми різноманітний: кольорові метали, сплави, пластмаса, гума, дерево, металева або паперова фольга й ін. Залежно від матеріалу виготовлення з однієї форми можна віддрукувати до 1 млн. відбитків і більше. Друкарська форма значною мірою визначає якість друку видання.

## Офсетна форма

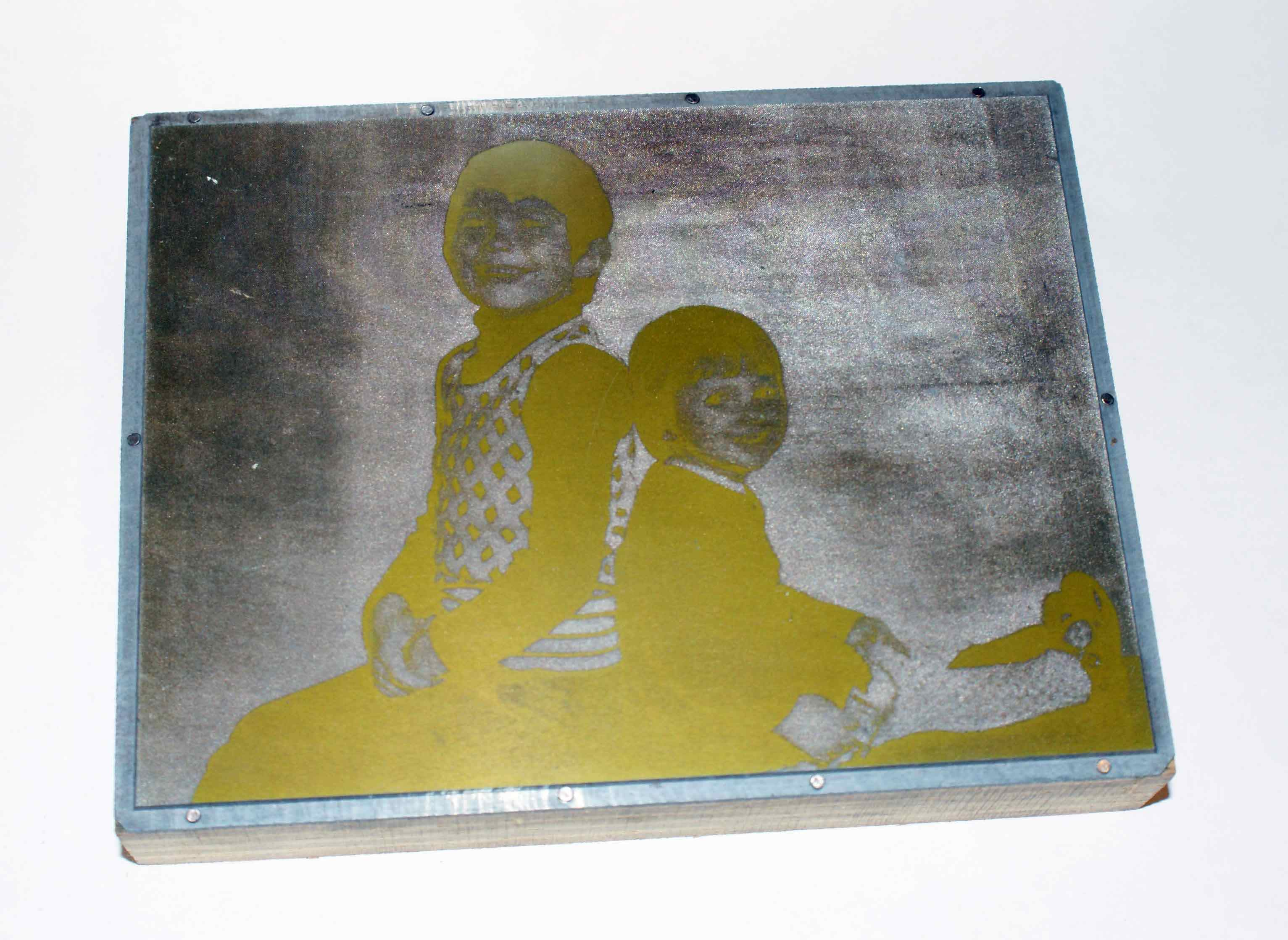
Друкарська форма з міді.

### Поліметалічна
Поліметалічна форма складається із двох міцно з'єднаних між собою металів і основи. Один із металів використовується для створення друкуючих елементів (мідь), а другий — для створення пробільних елементів (хром, нікель, сплав нікелю і кобальту та ін.). Поліметалічні друкарські форми мають добрі друкарські властивості і високу тиражестійкість. Є три основні способи їх виготовлення:
- на поліметалічних мідно-хромових пластинах з хімічним чи анодним травленням хромового шару на друкарських елементах, тиражестійкість — 1,5 млн відбитків;
- на поліметалічних мідно-нікелевих пластинах з анодним травленням нікелевого шару на друкарських елементах, тиражестійкість — 1 млн відбитків;
- на міді з наступним нарощуванням хромового чи нікелевого шару на пробільні елементи, тиражестійкість понад 500 тис. відбитків.

Окрім того, використовують біметалічні друкарські форми нержавіюча сталь — мідь. Проміжні елементи отримують хімічним травленням мідного шару до сталі. Тиражестійкість біметалічних форм 1 млн відбитків.

### Монометалічна
Монометалічна форма виготовляється на пластинах із одного металу (алюміній, вуглецева сталь). Ці форми за друкарськими властивостями і тиражестійкістю поступаються поліметалічним формам, але широко використовуються в поліграфічній промисловості, бо технологія їх виготовлення значно простіша. Монометалічні друкарські форми на гладкому алюмінію використовуються при друці тиражів до 200 тис. відбитків. В залежності від копіювального шару, що використовується, друкарські форми отримують позитивним чи негативним копіюванням.

#### Характеристики
Гідрофобність офсетної друкарської формивластивість поверхні матеріалу, в даному випадку — металу, сприймати жирну фарбу та відштовхувати воду. Ці ділянки друкарської форми повинні відповідати друкарським елементам. Гідрофобність металу надається під час виготовлення друкарської форми або після обробки друкуючих елементів гідрофобним розчином. В результаті друкуючі елементи стають здатними сприймати друкарську фарбу і не змочуватись водою. Властивість друкуючих елементів змочуватись жирною друкарською фарбою, а пробільних елементів водою називається вибірковим змочуванням.
Гідрофільність офсетної друкарської формивластивість поверхні матеріалу, в даному випадку — металу, сприймати воду. Гідрофільні дільниці друкарської форми повинні відповідати пробільним елементам. При виготовленні офсетних друкарських форм їх поверхня, для утворення пробільних елементів, обробляють гідрофілізуючим розчином, що містить мінеральну кислоту та високомолекулярні сполуки (крохмаль, декстрин) для монометалічних друкарських форм і високомолекулярні сполуки (крохмаль, натрієву сіль) з жовтою кров'яною сіллю — для біметалічних друкарських форм.

## Склографічна форма

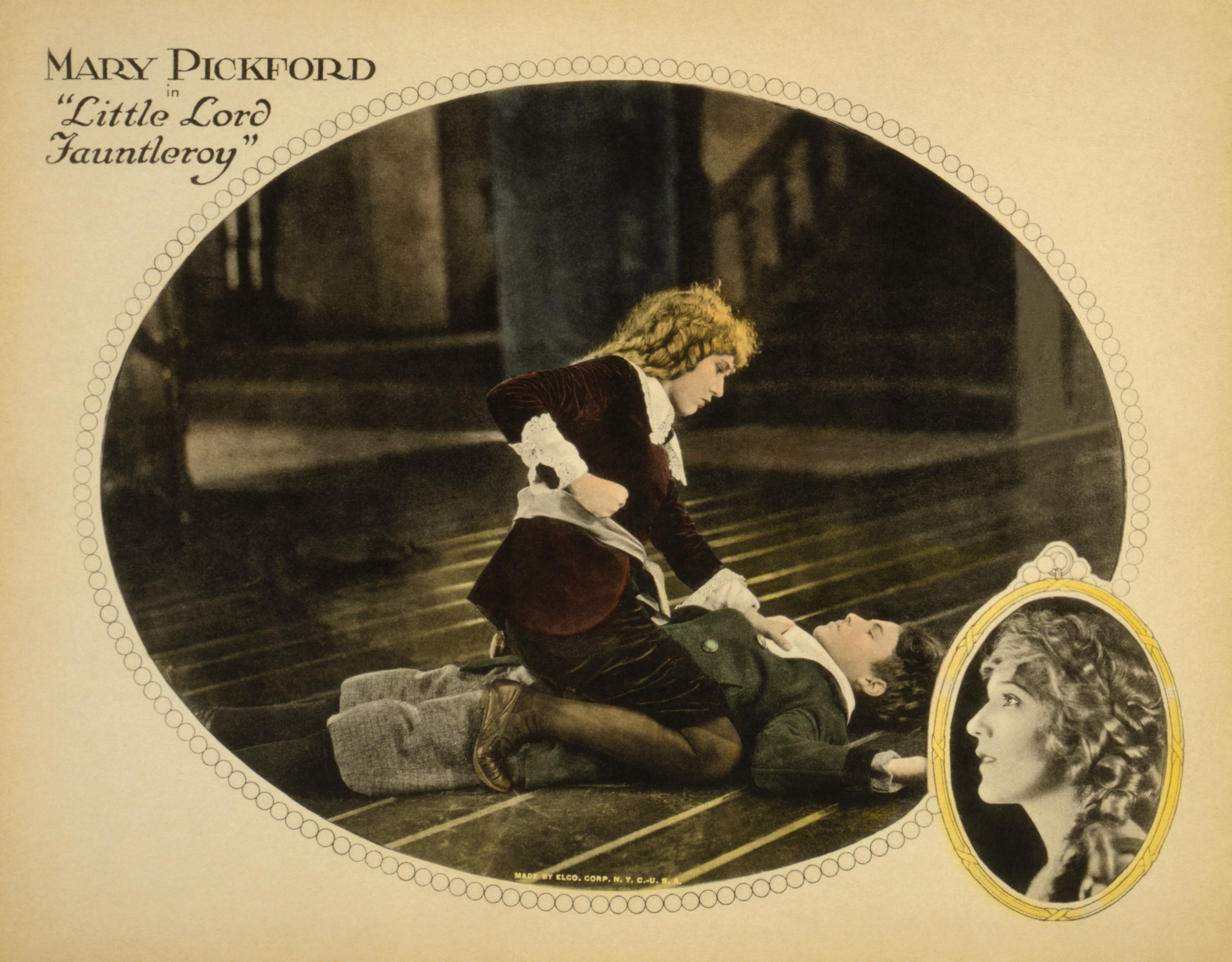
Склографія (1921)

Склографічна форма виготовляється на скляній пластині, на якій спочатку наносять ґрунт, а потім притискають машинописний або накреслений спеціальним чорнилом оригінал. Друкуючі елементи утворяться в результаті хімічної взаємодії компонентів шару ґрунту й фарби оригіналу. Склографія характеризується простотою технологічного процесу, однак через малу продуктивність і низьку якість зображення заміняється іншими видами друку.

## Літографська форма

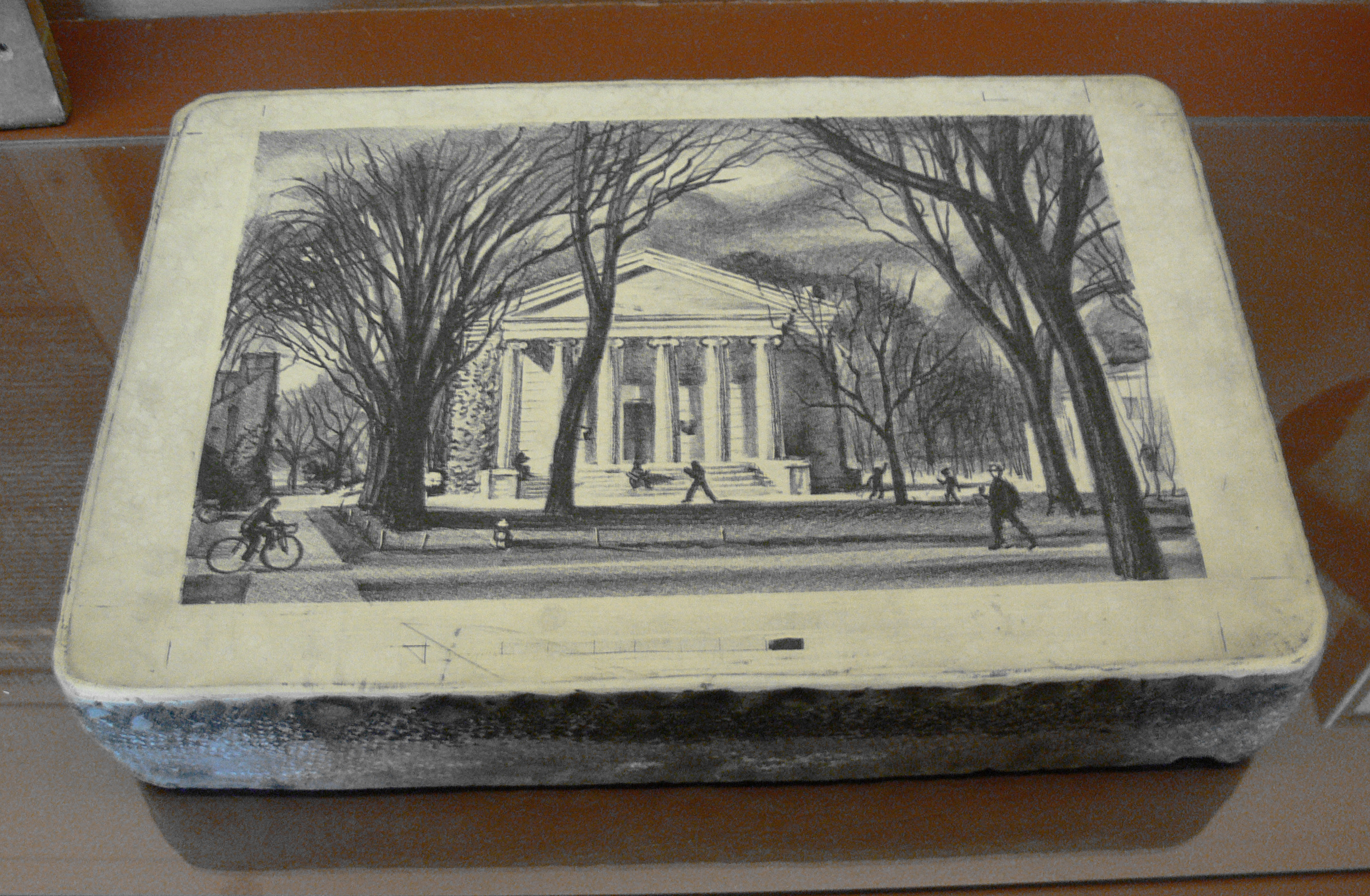
Літографська форма з каменю.

Літографська форма — це гладка (для відтворення перової графіки) або зерниста (для відтворення олівцевого малюнка) поверхня каменю (вапняку), на яку нанесене зображення жирною тушшю (пензлем або пером) чи літографським олівцем. Нерідко зображення переноситься на камінь з малюнка, виконаного на спеціальному літографському папері — кронпапері. Після хімічної обробки каменю, послідовного нанесення на поверхню форми води й фарби проводиться друк.

## Ксилографська форма

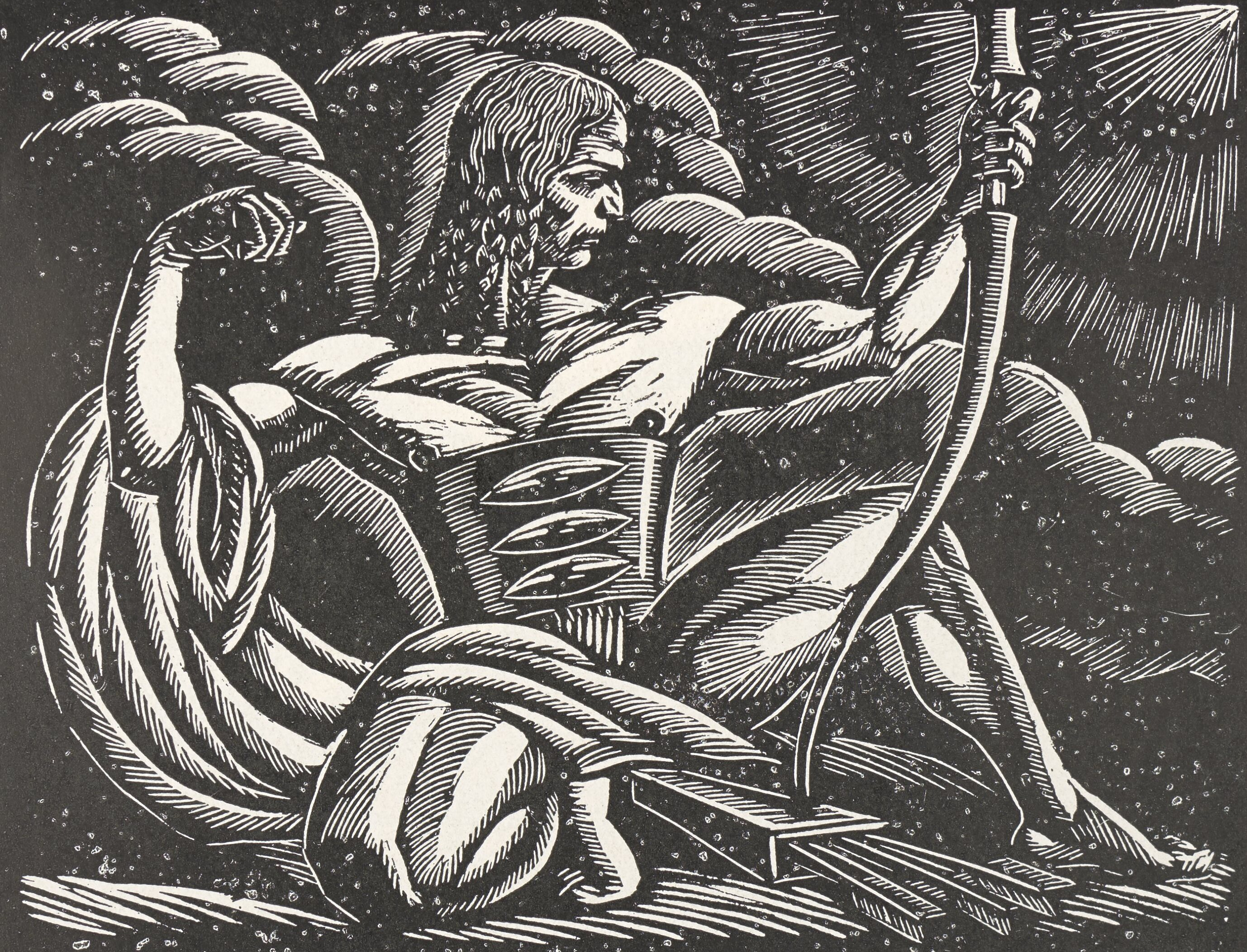
Ксилографія (Автор: Владислав Скочилас, 1929)

Ксилографська форма виготовляється ручним гравіюванням. Зображення в ксилографії друкується з плоскої поверхні дерев'яної дошки, що покрита фарбою, від якої вільні заглиблення, вирізані між елементами зображення. Форми, виготовлені способом ксилографії, витримують до 15 тис. відбитків. Для більших тиражів із ксилографічних дощок робиться гальванокліше. Будучи найдавнішим видом гравюри, ксилографія здавна використовувалась для створення як ілюстрацій у друкованих книгах, так й естампів. В XIX ст. широко застосовувалася для друкування ілюстрацій і репродукування живопису й малюнків в книгах та журналах.

## Флексографська форма

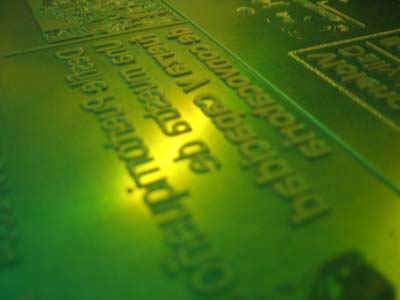
Флексографічна форма

Флексографська форма виготовляється пресуванням з гуми або каучукоподібної пластмаси. Використовуються також литі й фотополімерні друкарські форми. Друк виконується на папері, целофані, фользі й полімерних плівках. Флексографічний друк широко застосовується при виготовленні пакувальної продукції, а також для друкування бланків, рекламних та, іноді, книжкових видань.